# Einmal ist keinmal (2012)
Einmal ist keinmal ist ein US-amerikanischer Film von 2012. Es ist die Literaturverfilmung des gleichnamigen Romans von Janet Evanovich aus dem Jahr 1994. Der Film startete am 19. April 2012 in den deutschen Kinos.

## Handlung
Die geschiedene Stephanie Plum steht kurz vor der Pleite: Sechs Monate nach ihrer Kündigung bei Macy’s hat sie nur noch vier Dollar auf dem Bankkonto, weiß nicht, wie sie die nächste Miete bezahlen soll, und muss mitansehen, wie ihr Wagen gepfändet wird. Ihre Großmutter hilft ihr, indem sie ihr ihr Auto überlässt und einen Job als Sekretärin bei ihrem Vetter Vincent „Vinnie“ Plum besorgt. Da man dort aber keine Sekretärin sucht, heuert sie kurzerhand als Kautionsjägerin an und übernimmt sogleich den größten Auftrag, dessen Kaution auf 500.000 $ angesetzt ist und ihr 10 % davon als Prämie einbringen würde. Sie soll den flüchtigen Polizisten Joe Morelli der Polizei überliefern, der wegen Mordes an einem Drogendealer angeklagt ist. Joe ist ihr allerdings nicht unbekannt, denn eine frühere Liebesgeschichte verbindet die beiden miteinander.
Stephanie kann ihn relativ schnell aufspüren, aber nicht festnehmen, denn er überwältigt sie, wirft ihren Autoschlüssel in den Müll und fährt davon. Um derartige Unterlegenheiten zukünftig auszuschließen, holt sie sich Rat bei ihrem Arbeitskollegen Ricardo Carlos Manoso, der ihr nicht nur eine Waffe kauft, sondern ihr auch zeigt, wie sie damit schießt. So gewappnet macht sie sich auf die Suche nach Joe. Seine Mutter hüllt sich noch in Schweigen, aber schon Eddie Gazzara, der Mann ihrer Cousine, der bei der Polizei arbeitet, nennt ihr den Namen einer möglichen Zeugin, der Prostituierten Carmen Sanchez. Stephanie versucht, diese im Boxclub von Jimmy Alpha ausfindig zu machen. Dabei will sie mit dem Kampfsportler Benito Ramirez reden, der sie allerdings tätlich bedrängt. Joe, der aus einem Hinterhalt auf Ramirez schießt, ermöglicht Stephanie damit die Flucht, sie kann jedoch Joe erneut nicht festnehmen und wird nun in Folge der Ereignisse im Boxclub von Ramirez am Telefon bedroht.
Nachdem sie einen Kleinauftrag erledigt hat, stiehlt sie Joes Auto, um diesen so anzulocken und festnehmen zu können. Doch stattdessen bricht er in ihre Wohnung ein und fesselt sie mit Handschellen an ihre Dusche, um seine Wagenschlüssel zu suchen. Da er sie nicht finden kann, zieht er sich unverrichteter Dinge zurück. Stephanie kann sich mit Hilfe von Manoso befreien und geht weiteren Spuren in der Stark Street nach, um dort mit einigen Personen zu sprechen. Allerdings werden genau diese Personen verletzt oder getötet: Cho stürzt aus dem vierten Stock seines Wohnhauses, die Prostituierte Lula wird zusammengeschlagen und Carmens Wohnung wird mit einem Molotowcocktail angegriffen. Nun erscheint es auch Stephanie plausibel, dass sie verfolgt wird. Glücklicherweise trifft Joe sie in ihrer Wohnung an und schlägt vor, dass sie sich gegenseitig helfen. Ramirez würde nämlich versuchen, sie zu töten. Am nächsten Tag läutet der Kautionsjäger Morty Beyers, der vor Stephanie auf den Fall angesetzt, aber krank geworden war, an ihrer Tür und will den Fall wieder übernehmen. Sie lehnt ab. Beim Verlassen der Wohnung nimmt er die Autoschlüssel aus ihrer Handtasche. Als er sich in Joes Wagen setzt und ihn startet, explodiert eine Autobombe, die vermutlich Stephanie zugedacht war.
Stephanie und Joe wollen nun gemeinsam den Mörder von Coliza aufspüren. Joe bringt an Stephanie ein verstecktes Mikrofon an folgt ihr in einiger Entfernung. Durch Zufall stößt sie auf den einzigen Augenzeugen des Mordes an Coliza und folgt ihm zu einem Boot, mit dem, wie sich herausstellt, Heroin geschmuggelt wird. Joe kommt dazu und hört Schüsse aus dem LKW. Er und Stephanie finden dort die Leiche des Zeugen und werden von Ramirez und später von Jimmy Alpha überrascht. Nachdem sie Ramirez überwältigen konnten, erschießt Stephanie Alpha in Notwehr. Anschließend liefert sie Joe bei der Polizei ab, kassiert ihr Honorar und übergibt die Aufnahme des Mikrophonmitschnitts, die Joe entlastet. Da im LKW auch die Waffe des Drogendealers mit dessen Fingerabdrücken gefunden wird, ist bewiesen, dass Joe in Notwehr geschossen hat und er kommt schnell frei.

## Kritik
„Recht gut steht Heigl der Job als ‚Recovery Agent‘, als zwar überforderte aber charmante Kautionsjägerin. Regisseurin Robinson ist zudem keineswegs zimperlich, wenn es darum geht, all die körperlichen Reize auszuspielen, über die Heigl verfügt. […] Wenn man aber das skurrile Leinwandgeschehen und dessen Ungereimtheiten nicht allzu wortwörtlich nimmt, dann kann man sehr wohl seine Freude haben an dieser irgendwie doch seltenen, zumindest aber mutigen Mischung aus Komödie, Romanze, Kriminalstück und Slapstick.“

„Nichts gegen Katherine Heigl mit Pausbacken und braunem Lockenkopf, doch wie sie sich hier hibbelig durch einen belanglosen Plot mogelt, ist von eher harmlosem Unterhaltungswert. Regisseurin Julie Anne Robinson bestätigt nur überkommene Geschlechterklischees, anstatt sie ironisch aufzufangen. Einige uninspiriert geschriebenen Neckereien zwischen Mann und Frau ergeben noch keine Screwball-Komödie.“

„Einfallslose romantische Komödie mit klischeehaften Geschlechterrollen und rassistischen Stereotypen, die weder in Sachen Komik noch bei der Liebe zündet.“

### Auszeichnungen
Heigl wurde als Schlechteste Schauspielerin für die Goldene Himbeere 2013 nominiert.

## Hintergrund
Im Oktober 2010 gab die Buchautorin Janet Evanovich an, dass sie die Filmrechte bereits 1997 verkauft hatte und das Drehbuch seitdem in Entwicklung war. Im Februar 2010 wurde bekannt gegeben, dass Katherine Heigl die Hauptrolle spielen, und im April 2010, dass Julie Ann Robinson die Regie übernehmen werde. Der Film startete am 19. Januar 2012 in den US-Kinos und konnte seitdem, bei einem geschätzten Produktionsbudget von 40 Mio. US-Dollar, weltweit etwas mehr als 36 Mio. US-Dollar wieder einspielen. In Deutschland wurde der Film von etwas mehr als 120.429 Kinozuschauern gesehen.